# Håkan Åhlund
Lars Håkan Åhlund, född 16 augusti 1967 i Örebro Olaus Petri församling, är en svensk före detta professionell ishockeyspelare som tidigare har spelat för bland annat Örebro IK och Malmö IF. Från säsongen 2018/2019 var Håkan Åhlund huvudtränare i IK Oskarshamn, men det uppdraget upphörde i januari 2020. I mars 2020 blev Åhlund klar som ny huvudtränare för AIK.

## Klubbar (som spelare)
- Örebro IK (1983/1984–1987/1988)
- Malmö IF (1988/1989–1996/1997)
- JYP (1997/1998)
- Ilves (1997/1998)
- Augsburger Panther (1998/1999–2000/2001)
- Revier Löwen Oberhausen (2000/2001)
- Timrå IK (2001/2002)
- Storhamar Dragons (2002/2003–2003/2004)
- Malmö Redhawks (2003/2004)
- Örebro HK (2004/2005–2005/2006)
- Nora Hockey (2006/2007)

## Klubbar (som tränare)
- IFK Kumla IK (2006/2007–2012/2013)
- Örebro HK (2013/2014–2014/2015)
- IK Pantern (2016/2017-2017/2018)
- IK Oskarshamn (2018/2019-2019/2020)
- AIK Ishockey (2020/2021-)

## Meriter
- SM-guld 1991/1992 och 1993/1994 med Malmö IF.
- FM-silver 1997-1998 med Ilves